# Onthophagus amblychromatus
Onthophagus amblychromatus är en skalbaggsart som beskrevs av Ernst Marcus 1917. Onthophagus amblychromatus ingår i släktet Onthophagus och familjen bladhorningar. Inga underarter finns listade i Catalogue of Life.